# Diocesi di Tasbalta
La diocesi di Tasbalta (in latino Dioecesis Thasbaltensis) è una sede soppressa e sede titolare della Chiesa cattolica.

## Storia
Tasbalta, nell'odierna Tunisia, è un'antica sede episcopale della provincia romana di Bizacena.
Complessa è la stesura della cronotassi dei vescovi di questa diocesi, per la presenza di molte varianti nelle fonti coeve, che portano a confondere la sede di Tasbalta con quella di Tabalta. Per Morcelli e Mesnage è esistita una sola diocesi, che il primo chiama semplicemente Tabalta, mentre il secondo Tabalta o Tasbalta. A quest'unica diocesi i due autori assegnano tutti i vescovi noti.
Lo studio prosopografico di André Mandouze, assegna a Tasbalta due vescovi. Alla conferenza di Cartagine del 411, che vide riuniti assieme i vescovi cattolici e donatisti dell'Africa romana, prese parte il cattolico Giuliano, episcopus plebis Tasbaltensis; il vescovo donatista della diocesi era morto un anno prima della conferenza. Probabilmente questo Giuliano è da identificare con il vescovo omonimo, menzionato senza indicazione della sede di appartenenza tra i partecipanti al concilio della Bizacena celebrato il 24 febbraio 418. Il secondo vescovo è Marcellino, episcopus Tasbaltensis, il cui nome figura al 63º posto nella lista dei vescovi della Bizacena convocati a Cartagine dal re vandalo Unerico nel 484; Marcellino, come tutti gli altri vescovi cattolici africani, fu condannato all'esilio.
A questa diocesi, Toulotte assegna anche il vescovo Adelfio a Thasualthe, che intervenne al concilio di Cartagine convocato il 1º settembre 256 da san Cipriano per discutere della questione relativa alla validità del battesimo amministrato dagli eretici, e figura al 35º posto nelle Sententiae episcoporum. Secondo Mesnage, Adelfio potrebbe appartenere alla diocesi di Thasuarte, sede sconosciuta.
Dal 1933 Tasbalta è annoverata tra le sedi vescovili titolari della Chiesa cattolica; la sede è vacante dal 21 novembre 2024.

## Cronotassi

### Vescovi
- Adelfio ? † (menzionato nel 256)
- Giuliano † (prima del 411 - dopo il 418 ?)
- Marcellino † (menzionato nel 484)

### Vescovi titolari
- Valfredo Bernardo Tepe, O.F.M. † (13 febbraio 1967 - 14 gennaio 1971 nominato vescovo di Ilhéus)
- Jan Gurda † (7 gennaio 1972 - 16 gennaio 1993 deceduto)
- Álvaro Raúl Jarro Tobos † (24 giugno 1997 - 7 marzo 1998 dimesso)
- Štefan Vrablec † (19 giugno 1998 - 1º settembre 2017 deceduto)
- Gustavo Oscar Carrara (20 novembre 2017 - 21 novembre 2024 nominato arcivescovo di La Plata)